# Idaea latimarginata
Idaea latimarginata là một loài bướm đêm trong họ Geometridae.